# ゾーンディフェンス
ゾーン・ディフェンスとは、球技におけるディフェンス（守備）の戦術の一つで、マンツーマンディフェンス（マンマークディフェンス）と対になる戦術である。

## 概要
特定の相手選手に付かず、自陣の守備エリアを各ゾーン（地域、エリア）に分けて、それぞれディフェンスの選手が各ゾーンを受け持ち、自分の受け持つゾーンに侵入してきた相手選手に対して守備を行うというものである。また、ボールホルダー（ボールを持っている選手）に対しては原則的に最も近い位置にいる選手が守備を行う。

## メリット
ゾーン・ディフェンスの利点としては特定のマークを持たないため、守備側の配置がオフェンスの選手の位置や動きに依存しにくく、ディフェンスの選手同士の間隔などのバランスが保ちやすく、それによってディフェンスの選手が抜かれてもほかの選手がフォローし易いという点と、ディフェンスの選手が存在しないスペース（空間）を作りにくいという点などがあげられる。また、ディフェンスの選手同士の連携が上手く取れていれば、個々の選手の1対1における守備能力がそれほど高くなくとも失点を防ぐことができるとされている。

## デメリット
ゾーンディフェンスにおいては、自分の受け持つゾーンに侵入してきた相手選手に対してマークを行う。自分のゾーンから他の選手が受け持つゾーンへ出て行こうとする相手選手に対して、マークの受渡しを行う（自分のゾーンを忠実に守る）かマークの受渡しを行わずそのままついて行く（受け持つゾーンを交換する）かはそのときの状況やチームの方針などによって異なるが、マークの受渡しを行うとオフェンスの選手とディフェンスの選手の間に身長差や能力差といったミスマッチが発生しやすく、それによってオフェンスの選手に有利になってしまうことがある。また、マークの受渡しはゾーンとゾーンの境界で行われるため、受渡しの際はディフェンス同士の連携が重要である。連携が悪いと、どちらのディフェンスの選手のマークなのかあやふやになるなど、隙ができやすい。一方、マークの受渡しを行わないとゾーンの配置が崩れ守備のバランスが悪くなってゾーンディフェンスの利点が失われてしまったり、本来は適していないエリアの守備を行わなければならなくなる、またそれぞれのマークマンが決まっていないため、ノーマークのオフェンス選手が出やすい、リバウンドが取られやすい（バスケットボール）等の問題が発生する。

## バスケットボールのゾーンディフェンス
ペイントエリア（ゴール下の制限区域と呼ばれる部分）周辺の守備を固めることにより、ゴール下でシュートを打たせないようにして、アウトサイドから確実性の低いシュートを打たせてリバウンドを狙う戦術として主にハーフコートで使用される。3/4コート（スリークォーター）やフルコートでゾーンディフェンスを行う場合は、プレスディフェンスと組み合わせてゾーンプレスとするのが一般的である。ゾーンディフェンスは相手チームにアウトサイドからのスリーポイントシュートなどを得意とする選手がいるとアウトサイドの選手を警戒する為にゾーンディフェンスの間隔が広くなってしまいその効果は薄れる。2000〜2001シーズンまで、NBAでは禁止されていた。

### ゾーンの陣形
以下にハーフコートゾーンディフェンスの一般的な陣形を記す。相手ゴール方向から守るべき自陣ゴール方向への順で書き記すのが一般的である。

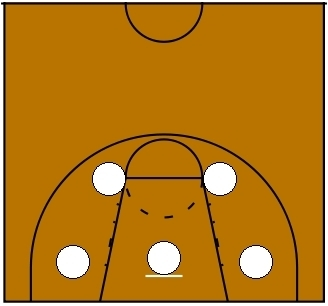
2-3ゾーン

- 2-3:ゴール下にセンター、その左右にフォワード、前方にガード2人となる。特にインサイドの守備を重視した陣形。インサイドやリバウンド勝負に強いが、中央から左右45度までのスリーポイントシュートやハイポストからの攻撃に弱い。

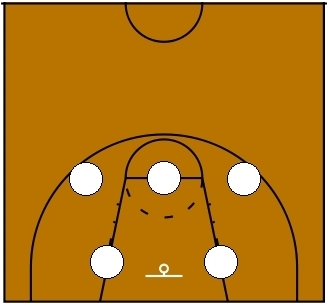
3-2ゾーン

- 3-2:ゴール下の左右にセンターやパワーフォワードなどの長身選手、残る3人が前方に配置される。前方が3人になる為、インサイドの守備は少々手薄になるものの中央から左右45度までのスリーポイントシュートの対処がしやすくなる。しかし、コーナー（90度）からのスリーポイントシュートに対応しにくい。

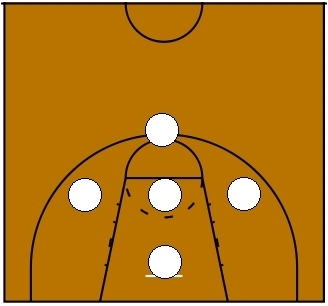
1-3-1ゾーン

- 1-3-1:十字型。中央と最後尾に長身選手を並べる。ポストプレーや前方からのスリーポイントシュートに強いが、コーナーからのスリーポイントシュートやリバウンド勝負に弱い。

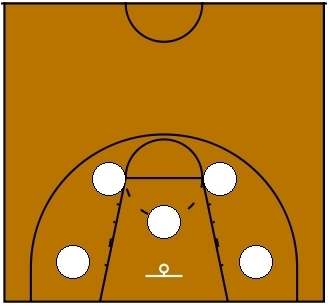
2-1-2ゾーン

- 2-1-2:変則2-3とも言える。中央のセンターが若干前に出て×字型になる。ハイポストへのケアが多少行いやすくなるものの、基本的には2-3と同じ特性を持つ。

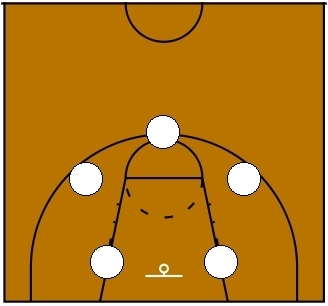
1-2-2ゾーン

- 1-2-2:変則3-2とも言える。中央前方の選手が前に出て五角形になる。前方へよりプレッシャーをかけられるが、ハイポストにスペースが出来てしまうことがある。基本的には3-2と同じ特性を持つ。

- 1-1-3:2-3の前列を縦に置いたゾーン。インサイドで攻めてくるチームに対して有効で、リバウンドを取ったあとに速攻を出しやすくなる。しかし、アウトサイドからのシュートを打ってくる選手には要注意。

### 特殊な陣形
ゾーン・マンツーマン混合
1人あるいは2人だけマンツーマンディフェンスを行い、残りの選手は陣形を組んでゾーンディフェンスを行う特殊なディフェンス戦術のこと。相手チームの得点能力の高い選手やアウトサイドシュートを得意とする選手に対してのみマーカーをつけることで、特定選手の攻撃力を封じることを狙う。アウトサイドシュートの上手い選手が相手チームに1人あるいは2人しかいないときなどには有効な戦術であるが、シューターが3人以上いた場合少人数で作る小さなゾーンでは対処しきれない。

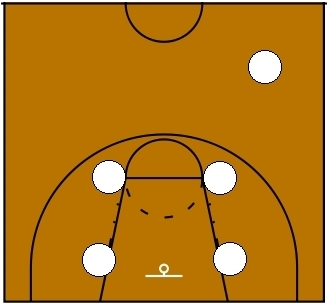
ボックス1

- ボックスワン（ボックス・アンド・ワン）:1人に対してのみマーカーをつけ、残りの選手で箱型に2-2のゾーンを作る。

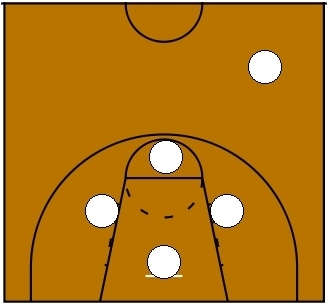
ダイアモンド1

- ダイアモンドワン（ダイアモンド・アンド・ワン）:1人に対してのみマーカーをつけ、残りの選手でダイアモンド型に1-2-1のゾーンを作る。

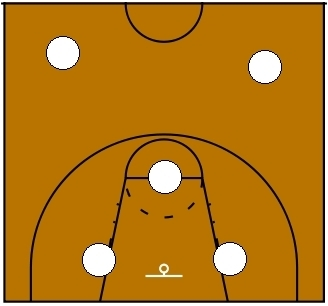
トライアングル2

- トライアングルツー:2人に対してそれぞれマーカーをつけ、残りの選手で三角型に1-2のゾーンを作る。

マッチアップゾーン
通常のゾーンディフェンスをベースとするが、ボールを持つオフェンス選手に対してはマッチアップで対応するディフェンス戦術のこと。ボールを持つオフェンス選手に対しては、基本的にもっとも近いディフェンスの選手誰か1人（マンツーマンディフェンスのように、自分のマーカーを1人だけに限定しない）が位置に応じて常に、時には自分の担当するゾーンの外でもマッチアップし、残り4人は通常のゾーンディフェンスを行う。また、ディフェンスの各選手の近くにいる選手に対してはマンツーマンもしくはそれに近いディフェンスを行う戦術を指すこともある。ボールを持つオフェンス選手の位置に応じ、ディフェンスのゾーン陣形を変化させることもある。陣形は1-2-2、1-3-1、2-1-2、2-3のほか、1-1-3、2-2-1が使われる。プレスディフェンスとは異なった形でオフェンスにプレッシャーをかけミスを誘ったり、トラップをかけられたりすることができるとともに、NBAにおけるディフェンス3秒ルールの回避策としても有効である。
ゾーンプレス
ゾーンディフェンスとプレスディフェンスを組み合わせたディフェンス戦術のこと。ゾーン内にいる相手選手へ複数選手でプレッシャーを与えることで、ミスを誘い、攻撃を防いだりパスやドリブルをカットしてボールを奪ったりすることを狙う。

## サッカーのゾーンディフェンス
サッカーにおいてはゾーンディフェンスが一般的な守備の方法となっている。その理由は、スペースを生み出しそれを活用することが決定的なチャンスに直結してしまうサッカーでは、守備のエリアにディフェンスの選手をバランスよく配置して効率的にスペースを埋めることができるゾーンディフェンスが有効であるとされているからである。また、オフェンスの選手の動きについていかなくともよいため、マンマークディフェンスと比べてスタミナを必要としないといった利点もある。
最終ラインのゾーンディフェンスは大まかに2種類に別けられる。ひとつはディフェンダーを横一列フラットに並べたラインディフェンスによるもので、スペースを埋めることとラインコントロールによりゾーンをコンパクトに保つことを重視している。ディフェンスラインを押し上げてゾーンをコンパクトに保つことでディフェンダー同士の間隔を狭め、相手のプレーエリアを狭くして相手選手の自由を奪うことが出来る。押し上げたラインの後ろはオフサイドエリアとなるが場合によっては相手チームにとって有効なスペースとなるので注意が必要である。もうひとつはディフェンダーを一人余らせるというもので、例えば3バックであれば2人がゾーンによる守備を行い、残る1人は2人の間でディフェンスが抜かれたときや後ろからミッドフィールダーが飛び出してきたときなどにカバーリングを専門的に行う。現在、3バックであればディフェンダーを一人余らせ、4バックであればラインディフェンスを行うのが一般的である。

## 備考
1. ↑  イリーガルディフェンスというヴァイオレイションとなる。現在のNBAでは、オフェンスプレイヤーにマークマンとしてついていないディフェンダーに対して、ゴール下のペイントゾーンに3秒以上留まっていてはいけない、というヴァイオレイションが適用されている。
2. ↑  倉石平、「バスケットボール困ったときの処方箋 ディフェンス編」、ベースボール・マガジン社、2009。